# Río Mina
Para el río argentino, véase río Mina Clavero.
El río Mina es un curso de agua dulce que discurre por el centro-norte de Cantabria, en España. Nace en dicha comunidad autónoma, en Parbayón y desemboca en la ría de Solía, una de las subdivisiones de la bahía de Santander, en el municipio de Villaescusa, a la altura de Liaño.
Sobre él pasa el Puente de Solía.